# Taczki
Taczki [pronunciación en polaco: /ˈtat͡ʂki/] (en alemán: Tatzken) es un pueblo ubicado en el distrito administrativo de Gmina Prostki, dentro de Distrito de Ełk, Voivodato de Varmia y Masuria, en Polonia del norte. Se encuentra aproximadamente a 10 kilómetros al oeste de Prostki, a 15 kilómetros al sur de Ełk, y a 118 kilómetros al este de la capital regional Olsztyn.
Antes de, 1945 el área fue parte de Alemania (Prusia Oriental).